# Craig Short
Craig Jonathan Short (Bridlington, 25 juni 1968) is een Engels voormalig betaald voetballer die als centrale verdediger speelde. Short was actief voor Everton, Blackburn Rovers en Sheffield United in de Premier League. 

## Biografie
Short begon zijn carrière bij Scarborough. Zijn broer Chris was ook profvoetballer bij onder meer Sheffield United en Stoke City. In 1992 was Craig de toenmalige uitgaande recordtransfer van Notts County, waar hij speelde sinds 1992. Derby County betaalde £ 2.500.000, - voor Short. Notts County was niet actief op het hoogste niveau, maar toch was dat in Engeland op dat moment het hoogste bedrag dat voor een verdediger betaald werd. In 1992 verhuisde hij naar Derby, waarvoor hij meer dan 100 officiële wedstrijden speelde. Everton haalde hem in 1995 naar Goodison Park. Short speelde bijna 100 wedstrijden voor The Toffees in de Premier League en verliet de club in 1999. Blackburn Rovers betaalde dat jaar £ 1.700.000, - voor zijn diensten. Short was 6 jaar actief op Ewood Park, waarvan vier in de Premier League (2001–2005). 
Daarna kwam Short voor Sheffield United uit. In 2006 steeg Short met Sheffield United, geleid door aanvoerder Chris Morgan en Phil Jagielka, naar de Premier League. Sheffield United degradeerde meteen naar de Football League Championship en Short verliet daarop Bramall Lane. 
Hij sloot zijn carrière af in 2008 en werd speler-coach van het Hongaarse Ferencváros.